# Galerna (S-71)
Pour les articles homonymes, voir Galerne (homonymie).
Le Galerna (numéro de coque : S-71) est un sous-marin de classe Agosta de la marine espagnole. Il a été construit dans les chantiers navals de Empresa Nacional Bazán, à Carthagène.

## Historique

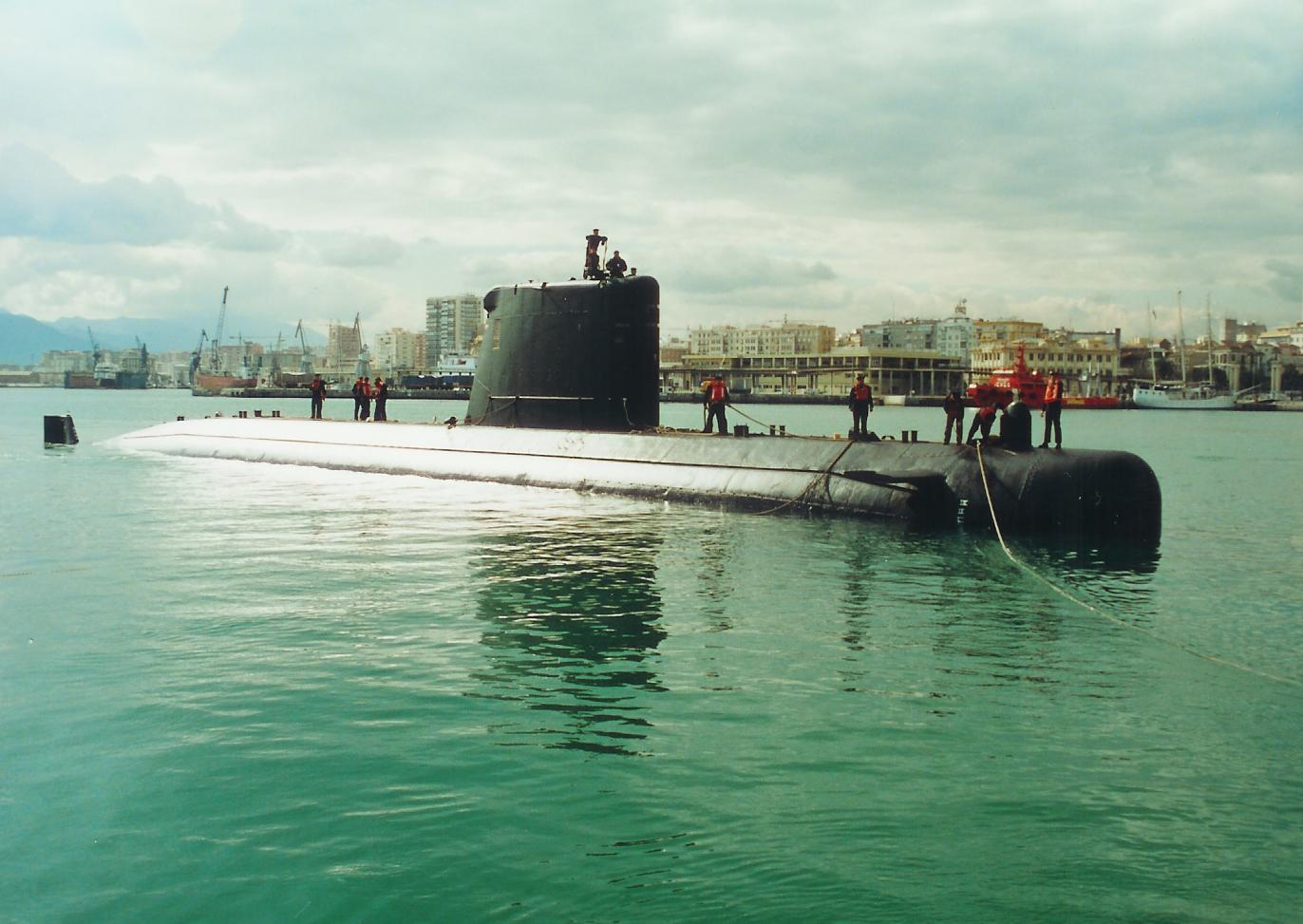
Le sous-marin Galerna (S-71) effectuant sa manœuvre d’amarrage dans le port de Malaga en 2001.

Le Galerna a été lancé le 5 décembre 1981 et livré à la Marine espagnole le 21 janvier 1983. 
Ce sous-marin, comme tous ceux de sa classe, avait une durée de vie prévue de 30 ans. Cependant, en raison de retards dans le programme de la classe S-80 qui devait les remplacer, les quatre navires de classe Agosta ont subi de nombreuses réparations. Il est même prévu qu’à l’été 2017, un autre grand carénage sera à nouveau réalisé (ce sera le cinquième) pour réviser les sous-marins et prolonger leur durée de vie jusqu’à la livraison de la nouvelle génération, qui arrivera entre 2021 et 2028 On s’attend à ce que ce grand carénage se termine au second semestre 2021. Le 8 octobre 2021, le Galerna a été remis en service. Il sera pleinement opérationnel à partir du début de 2022 et sa durée de vie opérationnelle après ce dernier carénage durera jusqu’en 2028,.